# 朱中楣
朱中楣（1622年—1672年），字懿則，一字遠山，女，江西南昌府南昌縣人，明末清初作家。
明朝寧藩瑞昌悼順王朱宸㵾後裔，朱統鍷孫女，輔國中尉朱議汶次女。宗室沒落，崇禎十二年（1639年）嫁李元鼎為妾，因其宗室女身份，在李家“匹嫡”，生子李振裕。明亡後攜子李振裕避難津門。清初隨李元鼎遊宦京城十餘年。康熙十一年（1672年）二月十九日去世。著有《隨草詩餘》、《鏡閣新聲》、《隨草續編》、《亦園嗣響》等。